# 久我敏通
久我 敏通（こが としみち）は、江戸時代中期の公卿。主に桜町天皇（114代）・桃園天皇（115代）の二帝にわたり、仕え、官位は正三位権大納言（薨去後正二位追贈）。この信通と敏通の曽祖父は久我通名である。

## 経歴
元文2年（1737年）に叙爵し、清華家当主として速いスピードで昇進し、侍従・左近衛少将・左近衛中将などを経て、寛延元年（1748年）に従三位となり、公卿に列する。宝暦3年（1753年）に権大納言に就任。しかし彼は父とともに竹内敬持の門下生であったため、宝暦6年（1756年）に権大納言辞職に追いやられる。またこの年に薨去した。享年22。
徳川幕府崩壊後の明治24年（1891年）、晴れて名誉回復し、正二位を追贈された。

## 系譜
- 父：久我通兄
- 母：家女房
- 妻：不詳
  - 養子：久我信通（実父は広幡長忠）